# Powiat Teltow

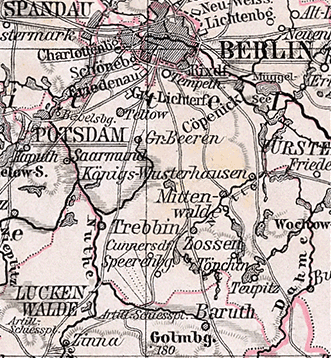
Mapa powiatu w 1905

Powiat Teltow (niem. Landkreis Teltow, Kreis Teltow) – dawny powiat w Królestwie Prus, w prowincji prowincji Brandenburgia, w rejencji poczdamskiej. Istniał w latach 1836–1952, następca Teltow-Storkow. Siedzibą władz powiatu do 1871 było miasto Teltow, a od 1871 Berlin. Teren dawnego powiatu leży obecnie w kraju związkowym Brandenburgia w powiatach Dahme-Spreewald, Potsdam-Mittelmark oraz Teltow-Fläming.
1 stycznia 1945 na terenie powiatu znajdowało się:
- sześć miast: Königs Wusterhausen, Mittenwalde, Teltow, Teupitz, Trebbin oraz Zossen
- 105 innych gmin
- cztery majątki junkierskie.